# Synagoga v Táboře
Nová synagoga v Táboře je zaniklá židovská modlitebna v jihočeském městě Táboře. Postavena byla v letech 1883–1885 v neomaurském slohu. Stávala v místech dnešního parkoviště mezi ulicemi Hradební a Na Parkánech. Zanikla v roce 1977. V roce 1992 byla instalována na místě pamětní deska.

## Historie
Synagoga se nazývala Novou, neboť v Táboře stávala ještě starší synagoga, její poloha však není známa. Dle nejstarších zmínek žila ve městě malá židovská komunita již ve druhé polovině 16. století. V 17. až do poloviny 18. století zde žilo 8 rodin, které žily rozptýleně po celém městě. Svého početního vrcholu židovská obec dosáhla na konci 19. století, kdy v Táboře žilo 495 osob. Ve 30. letech 20. století se 311 občanů Tábora hlásilo k judaismu. Židovská obec v Táboře byla zlikvidována v době druhé světové války a poté již nebyla nikdy obnovena.
Pro výstavbu nové synagogy byl zakoupen pozemek po třech zbořených domech jižně od středu města. Byla postavena v neomaurském slohu zvaném též orientální sloh v letech 1883–1885 podle plánu pražského architekta Josefa V. Staňka. Výstavbu realizoval táborský stavitel František Klier, celkové náklady na stavbu činily 40 000 zlatých. Dne 17. srpna 1885 novou synagogu slavnostně vysvětil pražský rabín Marek Hirsch. 
Synagoga k bohoslužbám sloužila až do nacistické okupace. Za války a po ní již její činnost nebyla obnovena a budova sloužila jako skladiště, a to až do svého zbourání v roce 1977. Od roku 1992 synagogu připomíná jen pamětní deska.
Z původní stavby dochovala pouze tři okna a jeden dveřní díl. Dále aron ha-kodeš, včetně složené 8dílné kopule, zdobené hvězdami. Dlouhodobá renovace kopule probíhala pomalu, sdružení HADASA ji financovalo z grantů či darů.